# Iakhroma
Iakhroma (en russe : Яхрома) est une ville de l'oblast de Moscou, en Russie, dans le raïon Dmitrovski. Sa population s'élevait à 13 554 habitants en 2014.

## Géographie
Iakhroma est arrosée par la rivière Iakhroma et se trouve à 55 km au nord de Moscou.

## Histoire
Iakhroma fut créée en 1841 comme une cité au service d'une usine textile de tissage, construite au bord de la rivière Iakroma. En 1901, une gare ferroviaire fut construite à proximité. Iakhroma accéda au statut de commune urbaine en 1928, puis à celui de ville en 1940.

## Population
Recensements (*) ou estimations de la population
| 1926* | 1939*  | 1959*  | 1970*  | 1979*  |
| ----- | ------ | ------ | ------ | ------ |
| 8 337 | 14 896 | 16 263 | 17 210 | 16 714 |

| 1989*  | 2002*  | 2010*  | 2013   | 2014   |
| ------ | ------ | ------ | ------ | ------ |
| 17 499 | 13 361 | 13 214 | 13 517 | 13 554 |